# Schloss Moggenbrunn

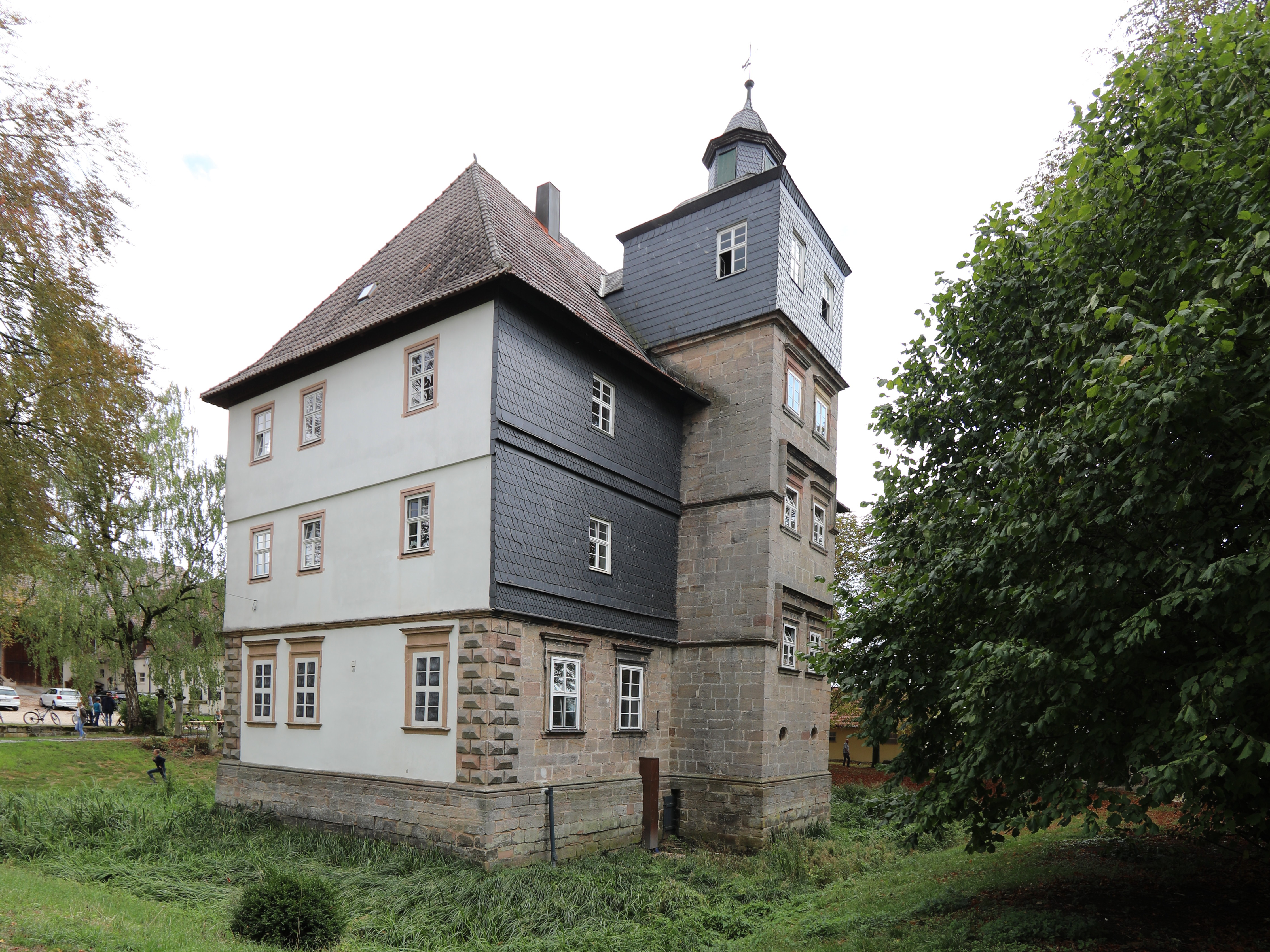
Ehemaliges Wasserschloss in Moggenbrunn

Schloss Moggenbrunn, ehemals ein Wasserschloss, liegt im Dorf Moggenbrunn, einem Ortsteil von Meeder im Landkreis Coburg des Regierungsbezirks Oberfranken in Bayern. Das Schloss stammt aus dem frühen 14. Jahrhundert, wurde im 16. Jahrhundert dem Zeitgeist angepasst und ist seither trotz häufigem Besitzerwechsel kaum verändert worden.

## Geografische Lage
Acht Kilometer nordwestlich von Coburg breitet sich zwischen den Langen Bergen im Norden und dem Callenberger Forst im Süden eine weite, fruchtbare Ebene aus, die ursprünglich sumpfiges Land war. In der geografischen Mitte der Ebene befindet sich der Ort Meeder. Vier Kilometer östlich von Meeder liegt sein Ortsteil Moggenbrunn an der Landstraße nach Oberlauter. Das Schloss befindet sich am Rande eines kleinen Parks in der Schlossgasse. Von der Landstraße aus führt eine alte Kastanienallee zur Parkseite des Schlosses.

## Geschichte
Das seit 1122 belegte Rittergeschlecht mit Stammsitz in Kemmaten (heute zu Neustadt bei Coburg) besaß in Moggenbrunn bereits in der ersten Hälfte des 14. Jahrhunderts ein Hofgut mit Herrenhaus. Den Ausbau zu einem Wasserschloss schloss Hans Eitel Kemmater ab, der ab 1575 alleiniger Besitzer des Rittergutes war und sich aufgrund seines Lebensstils immer mehr verschuldete. Am 26. April 1600 erlosch das Geschlecht der Kemmater mit der Hinrichtung des Hans Eitel auf dem Coburger Marktplatz. Er hatte im Jähzorn nicht nur einen Knecht und den Schulmeister von Weißenbrunn vorm Wald umgebracht, sondern auch schließlich seinen eigenen Sohn. Nun fiel das Anwesen an den Landesherrn Herzog Johann Casimir von Sachsen-Coburg zurück, der es ein Jahr später dem Ritter Veit von Lichtenstein übertrug. Ritter Veit veränderte das Schloss nur in einigen Innenräumen. Die Söhne Veits von Lichtenstein verkauften das Gut 1620 an den Hochfürstlichen Rat und Centhmeister Johann Bathermann.
Der Dreißigjährige Krieg verschonte das Schloss und die wenigen Häuser von Moggenbrunn. 1677 wechselte der Besitz auf den kaiserlichen Hofrat Freiherr Friedrich von Born und 1694 auf seinen Sohn Georg Friedrich. Der veräußerte das Anwesen im gleichen Jahr an Christoph von Wildenstein, der es bereits sechs Jahre später an Heymond Johann von Schilling verkaufte. Dessen beide Töchter erbten 1716 das Hofgut, wobei die ältere der beiden, Magda Barbara, 1722 den Geheimrat Johann Karl von Würtzburg heiratete und ab dann als Alleineigentümerin geführt wurde. Nach ihrem Tod 1780 erhielt ihr Schwager, der Weimarer Kammerjunker und Hauptmann von Kanne, der auf Schloss Hassenberg residierte, das Moggenbrunner Anwesen. Im Jahr darauf starb auch er. Nun besaßen seine Töchter das Schloss. 1793 heiratete eine von ihnen den Kammerjunker von Seefried, der fortan als Schlossherr eingetragen war. Dessen Erben veräußerten 1855 Gut und Schloss an den Sonneberger Fabrikdirektor Dressel. Nach dessen Tod übernahm 1894 eine Erbengemeinschaft das Gut und ließ es 1904 versteigern. Neuer Eigentümer wurde der Seidmannsdorfer Kaufmann Johann Vetter. Hohe Hypothekenlasten auf dem Gut führten 1909 zu dessen Zerschlagung. Das Restgut mit dem Schloss kaufte der Landwirt Emil Eckardt aus Fechheim. Sein Enkel Helmut Eckardt begann 1978, den zunehmenden Verfall des Schlosses aufzuhalten. Mit großem handwerklichen Aufwand ließ er bis 2000 das Schloss detailgetreu innen wie außen restaurieren.
Die Chronik des Schlosses, die ein vollständiges Zeugnis über Besitzverhältnisse und Bautätigkeiten bis ins 18. Jahrhundert ablegte, ist 1860 verbrannt.

## Baubeschreibung
Der heutige, dreigeschossige und acht- auf dreiachsige Schlossbau mit seinem rechteckigen Grundriss stammt im Kern aus dem 16. Jahrhundert. Über dem steinernen Erdgeschoss erheben sich zwei Obergeschosse in Fachwerk, das auf der Ostseite verputzt, auf den anderen Seiten mit Schiefer verblendet ist. Der Westseite ist mittig ein fünfgeschossiger, quadratischer Treppenturm vorgesetzt, dessen oberstes Geschoss ebenfalls aus mit Schiefer verkleidetem Fachwerk mit Kuppel und achteckiger Laterne als Kuppelabschluss besteht. Während die Decken über den Treppenabsätzen als Kreuzgewölbe ausgeführt sind, befinden sich über den Stufenläufen Tonnengewölbe. Einige in die Wand des Treppenturmes eingelassene Nischen mit doppelt gestufter Vertiefung dienten vormals der Aufstellung von Lampen für die Treppenbeleuchtung.
Stammen die Diamantquader, die die Gebäudeecken betonten, die Schieferverkleidungen, die Kuppel des Treppenturms und ein erstes Schmuckportal mit in Flachrelief gehaltenen Beschlagornamenten sowie der schmiedeeiserne Türklopfer mit eingefügten Maskenköpfen aus der Zeit um 1700, so sorgte die Freifrau von Würtzburg zwischen 1722 und 1725 für die endgültige Gestaltung des eleganten Portals mit flankierenden Rundfenstern und die heutigen Fensterrahmungen und Simse.
Der sich westlich des Schlosses anschließende kleine Park mit dreieckigem Grundriss weist einen Baumbestand mit zahlreichen alten Kastanien auf. Die dem Schloss ostwärts vor gelagerten Wirtschaftsgebäude stammen bis auf das Dachgeschoss des ehemaligen Pferdestalls aus neuerer Zeit. Sein quadratischer Dachreiter mit schiefergedecktem Helm und sechsseitiger Laterne trug einst die Gutsglocke, die im Ersten Weltkrieg beschlagnahmt und mit anderen Glocken zu Kanonenrohren umgegossen wurde.